# 안성 경앙사
경앙사는 경기도 안성시 양성면에 있는 사당이다. 1987년 7월 2일 안성시의 향토유적 제36호로 지정되었다.

## 개요
경앙사(景仰祠)는 1964년 석농(石農) 오진영(吳震泳)선생의 문인들이 선생의 학덕(學德)을 기리기 위해 세운 사당으로 매년 음력 3월 10일에 춘제(春祭)를 드리고 있으며, 현재 이 곳에는 오진영과 그의 스승인 전우(田愚), 오희상(吳熙常) 등 세 분을 모시고 있다. 
건물의 총건평은 8평으로 겹처마 맞배지붕의 한옥이며, 홍살문, 삼문, 사당 등이 차례로 배치되어 있다. 현판 액자는 석농(石農)의 제자인 월헌(月軒) 이보림(李普林)선생이 썼다는데, ‘경앙’은 “高山仰止 景行行止 산은 사람을 우러러 보고, 길은 사람이 많이 다니므로 천하 만인에게 존경을 받는다”라는 의미이다.

## 참고 문헌
- 경앙사 - 안성문화관광 - 시지정문화재